# Coprinus
Coprinus Pers., Tentamen Dispositionis Methodicae Fungorum 62 (1797).
Al genere Coprinus appartengono funghi saprofiti, melanosporei di dimensione variabile, fragili e poco carnosi che crescono su letame o su terreni ricchi di sostanze organiche.
Al genere appartengono una cinquantina di specie di cui solo alcune commestibili.

Alcune specie come il Coprinus atramentarius, se consumate assieme a bevande alcoliche, provocano problemi cardiovascolari (sindrome coprinica) con effetti che si presentano anche a distanza di alcuni giorni.
La specie di taglia più grossa è il Coprinus picaceus, riconoscibile per il cappello scuro ornato da larghe placche biancastre; può raggiungere dimensioni ragguardevoli, in casi molto rari anche fino a 40 cm di lunghezza (la lunghezza media è di 20–30 cm)  Il C. picaceus non è commestibile e si ritiene possa scatenare anch'esso la suddetta sindrome se consumato con bevande alcoliche; comunque l'odore è spesso repellente (fecale) e ciò scoraggia anche i micofagi più incalliti.

## Caratteristiche delle specie
Velo generale 
Fioccoso o membranoso persistente spesso in squame o fiocchi sul cappello ed alla base del gambo.
 Cappello 
Liscio, campanulato e deliquescente negli esemplari adulti.
 Lamelle 
Sottili, fitte e libere al gambo, con colore che va dal rosa pallido al nerastro, deliquescenti negli esemplari adulti.
 Volva 
Assente, ma alcune specie presentano un anello fugace.
 Carne 
Esigua e fragile; leggermente più consistente in C. comatus. Spesso deliquescente.
- Odore: quasi sempre leggero o subnullo, qualche volta complesso, altre volte aromatico.
- Sapore: spesso subnullo oppure insignificante, altre volte gradevole.

 Spore 
Generalmente ellittiche, nere in massa, con poro germinativo ben visibile.

## Habitat
Su terreni ricchi di humus, prati, residui vegetali in decomposizione oppure su letame.

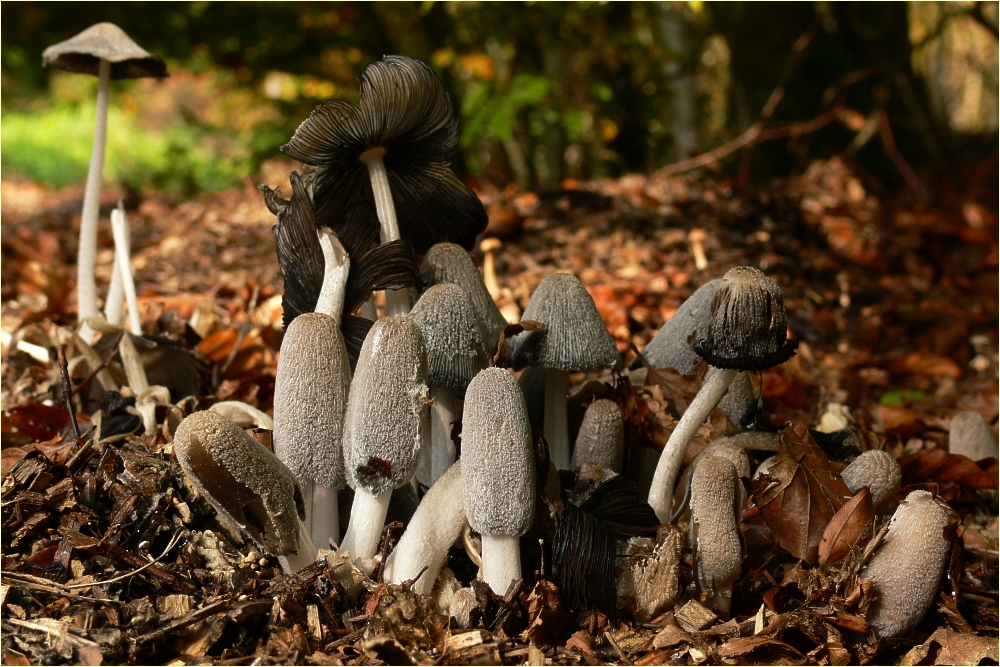
In foto: C.lagopus

## Commestibilità delle specie
Senza valore.

Le 2 uniche specie eduli degne di nota sono il Coprinus comatus e il Coprinus comatus var. ovatus, funghi molto apprezzati e ricercati.

## Specie diCoprinus
La specie tipo è il Coprinus comatus (O.F. Müll.) Gray (1797).

Altre specie appartenenti al genere sono:
- Coprinus angulatus
- Coprinus atramentarius
- Coprinus comatus var. ovatus
- Coprinus disseminatus
- Coprinus ellisii
- Coprinus gonophyllus
- Coprinus hansenii
- Coprinus lagopus
- Coprinus niveus
- Coprinus picaceus
- Coprinus plicatilis
- Coprinus silvaticus
- Coprinus sterquilinus
- Coprinus xanthothrix